# هارون بنتلي
هارون بنتلي (بالإنجليزية: Aaron Bentley)‏ (8 نوفمبر 1995 ببليموث في المملكة المتحدة - ) هو لاعب كرة قدم بريطاني في مركز الدفاع. لعب مع نادي بليموث أرجايل وAlfreton Town F.C. ‏ وTruro City F.C. ‏.

## وصلات خارجية
- هارون بنتلي على موقع قاعدة بيانات كرة القدم.إي يو (الإنجليزية)
- هارون بنتلي على موقع Soccerbase.com (لاعب) (الإنجليزية)
- هارون بنتلي على موقع Soccerway.com (الإنجليزية)